# 2021-es szász-anhalti tartományi választás
Szász-Anhalt tartomány nyolcadik parlamentjének választására 2021. június 6-án került sor.

## A parlament a választás előtt
A 2016-os tartományi választáson az AfD 24,3%-kal a CDU mögött a második legerősebb párt lett.
A választás után a CDU, az SPD és a Zöldek megkötötték Németország első „Kenya-koalícióját”, így a CDU-s Reiner Haseloffot másodjára is miniszterelnökké választották. A három párt képviselőiből álló koalíciónak a parlamentben csak szűk többsége volt: 97-ből 46 képviselő tartozott a koalícióhoz.
| Frakció | Frakció                                     | Rövidítés                                  | Képviselők (2016) | Képviselők (2019*) |
|         | Christlich Demokratische Union Deutschlands | CDU                                        | 30                | 30                 |
|         | Alternative für Deutschland                 | AfD                                        | 25                | 21                 |
|         | Die Linke                                   | Linke                                      | 16                | 16                 |
|         | Sozialdemokratische Partei Deutschlands     | SPD                                        | 11                | 11                 |
|         | Bündnis 90/Die Grünen                       | Grüne                                      | 05                | 05                 |
|         | független ebből: pártonkívüli Freie Wähler  | független ebből: pártonkívüli Freie Wähler | –                 | 04 03 01           |

*2017-ben három, 2019-ben egy képviselő lépett ki az AfD-frakcióból.

## Pártok és jelöltek
A pártok jelöltjeit 2021. április 19-ig kellett bejelenteni. A tartományi parlamenten és a Bundestagon kívüli pártoknak ehhez ajánlásokat is kellett gyűjteniük. A Covid19-pandémia miatt a szükséges ajánlószelvények számát a jelentősen csökkentették: az egyébként szükséges ajánlások mindössze 30%-a elegendő volt a jelöltté váláshoz.

### Listavezetők
A hat legnagyobb párt a következő listavezetőkkel szerepelt a választáson.

Listavezetők
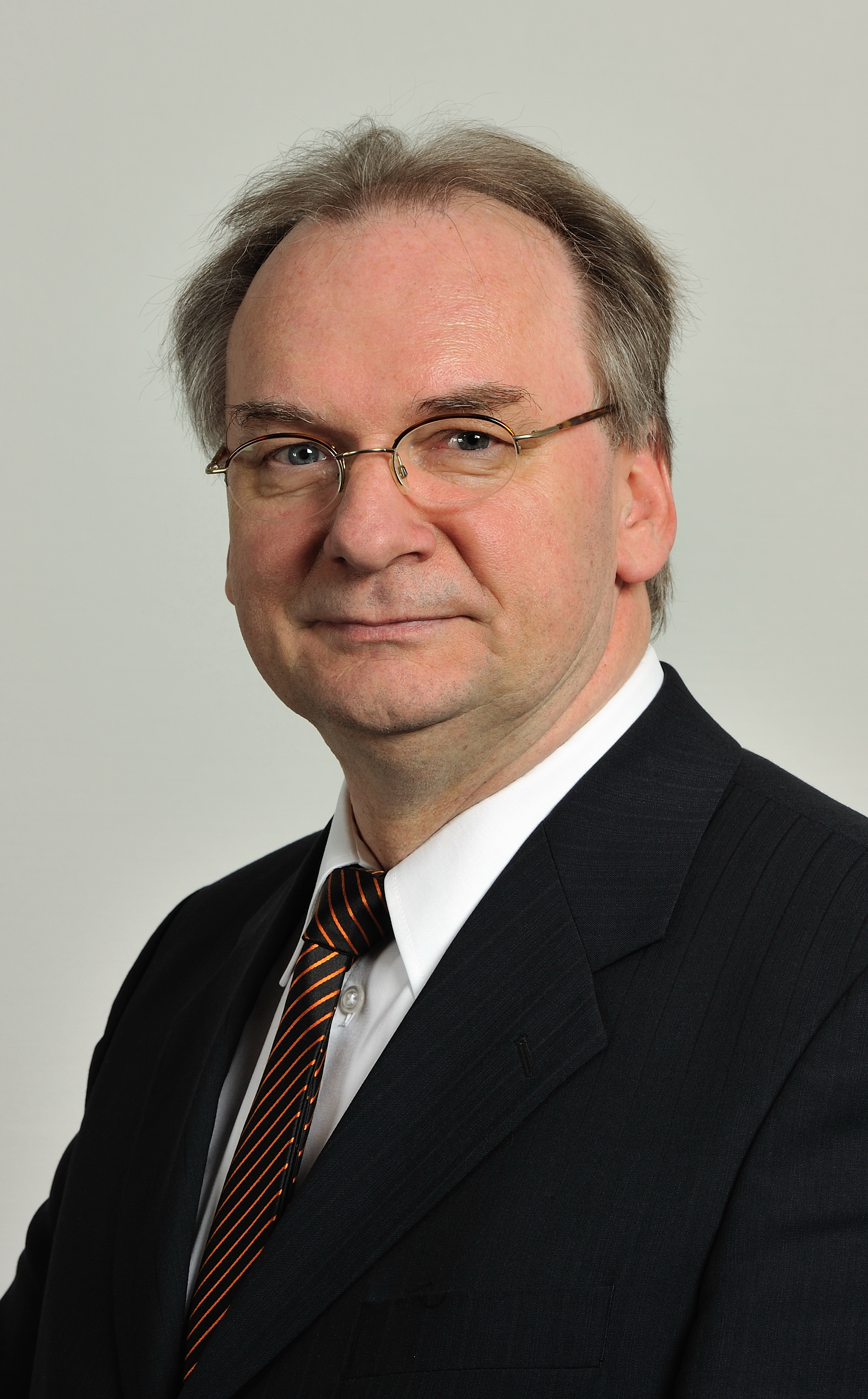
Reiner Haseloff (CDU)
Oliver Kirchner (AfD)
Eva von Angern (Die Linke)
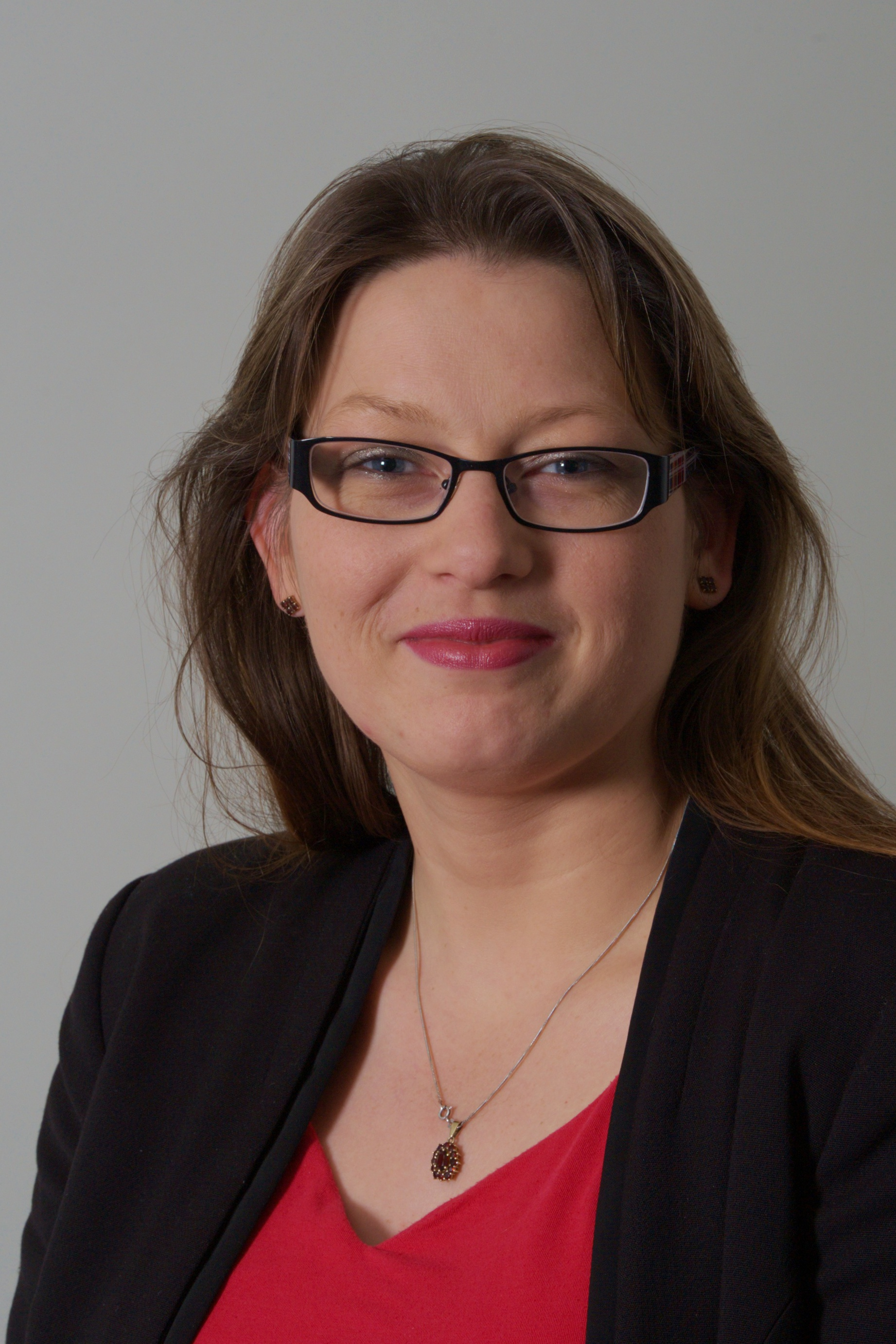
Katja Pähle (SPD)
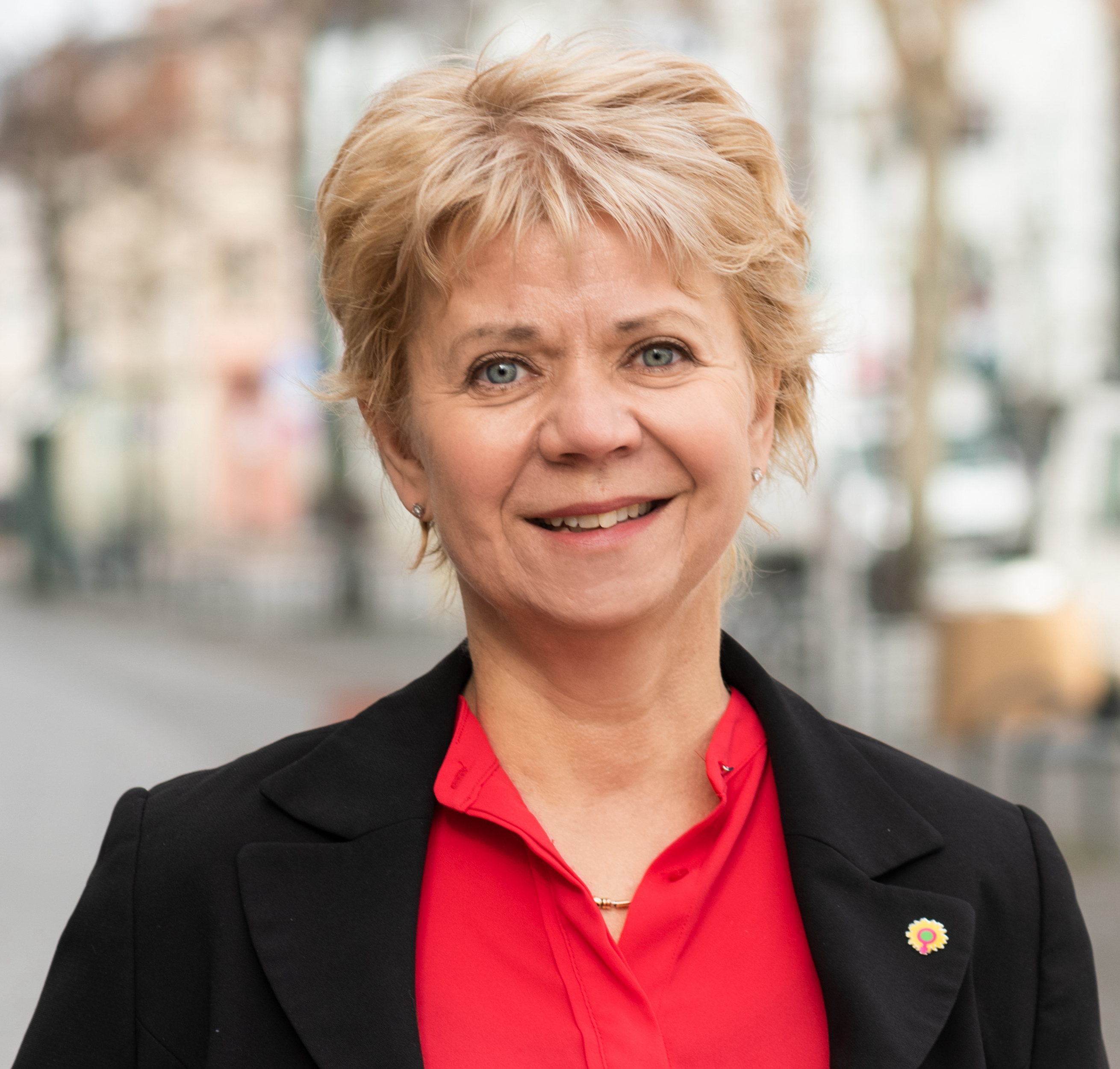
Cornelia Lüddemann (Zöldek)

### Pártok
A választáson következő 22 párt vett részt (a szavazólapon való szereplésük sorrendjében):
- Christlich Demokratische Union Deutschlands (CDU)
- Alternative für Deutschland (AfD)
- Die Linke (Linke)
- Sozialdemokratische Partei Deutschlands (SPD)
- Bündnis 90/Die Grünen (Grüne)
- Freie Demokratische Partei (FDP)
- Freie Wähler
- Nationaldemokratische Partei Deutschlands (NPD)
- Partei Mensch Umwelt Tierschutz (Tierschutzpartei)
- Allianz für Menschenrechte, Tier- und Naturschutz (Tierschutzallianz)
- Liberal-Konservative Reformer (LKR)
- Partei für Arbeit, Rechtsstaat, Tierschutz, Elitenförderung und basisdemokratische Initiative (Die PARTEI)
- Gartenpartei
- Freie Bürger Mitteldeutschland (FBM)
- Aktion Partei für Tierschutz (Tierschutz hier!)
- Basisdemokratische Partei Deutschland (dieBasis)
- Klimaliste Sachsen-Anhalt (Klimaliste ST)
- Ökologisch-Demokratische Partei (ÖDP)
- Partei der Humanisten (Die Humanisten)
- Partei für Gesundheitsforschung (Gesundheitsforschung)
- Piratenpartei Deutschland (Piraten)
- WiR2020

## Közvélemény-kutatások

### Kit választana, ha most vasárnap lenne a választás?

#### A választás előtti utolsó felmérések eredményei
| Közvélemény-kutató      | Dátum             | CDU   | AfD   | Linke | SPD   | Zöldek | FDP  | FW   | Egyéb |
| ----------------------- | ----------------- | ----- | ----- | ----- | ----- | ------ | ---- | ---- | ----- |
| INSA                    | 2021. június 4.   | 27%   | 26%   | 12%   | 10%   | 8%     | 7%   | 3%   | 7%    |
| Forschungsgruppe Wahlen | 2021. június 3.   | 30%   | 23%   | 11,5% | 10%   | 9%     | 6,5% | 3%   | 7%    |
| Forschungsgruppe Wahlen | 2021. május 28.   | 29%   | 23%   | 11%   | 10%   | 9%     | 8%   | 3%   | 7%    |
| Infratest dimap         | 2021. május 27.   | 28%   | 24%   | 10%   | 11%   | 9%     | 8%   | 3%   | 7%    |
| INSA                    | 2021. május 26.   | 25%   | 26%   | 13%   | 10%   | 11%    | 8%   | —    | 7%    |
| 2016-os választás       | 2016. március 13. | 29,8% | 24,3% | 16,3% | 10,6% | 5,2%   | 4,9% | 2,2% | 8,9%  |

#### Korábbi közvélemény-kutatások

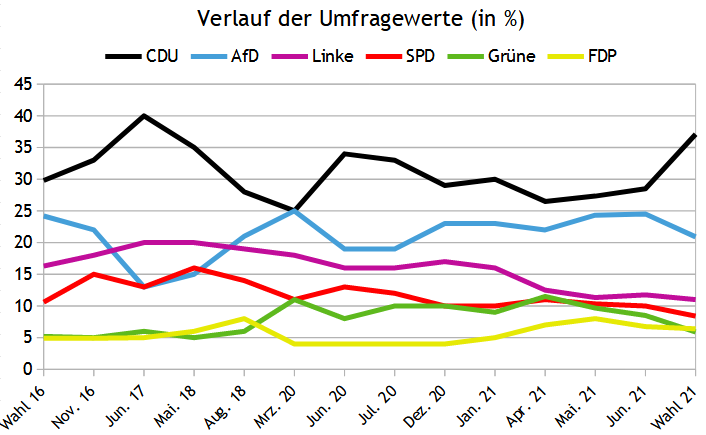
A közvélemény-kutatási eredmények a 2016-os választástól a 2021-es választásig

| Közvélemény-kutató | Dátum               | CDU   | AfD   | Linke | SPD   | Grüne | FDP  | Egyéb |
| ------------------ | ------------------- | ----- | ----- | ----- | ----- | ----- | ---- | ----- |
| INSA               | 2021. április 29.   | 26%   | 24%   | 13%   | 10%   | 12%   | 6%   | 9%    |
| Infratest dimap    | 2021. április 23.   | 27%   | 20%   | 12%   | 12%   | 11%   | 8%   | 10%   |
| INSA               | 2021. január 27.    | 30%   | 23%   | 16%   | 10%   | 9%    | 5%   | 7%    |
| INSA               | 2020. december 2.   | 29%   | 23%   | 17%   | 10%   | 10%   | 4%   | 7%    |
| GMS                | 2020. július 19.    | 33%   | 19%   | 16%   | 12%   | 10%   | 4%   | 6%    |
| Infratest dimap    | 2020. június 5.     | 34%   | 19%   | 16%   | 13%   | 8%    | 4%   | 6%    |
| INSA               | 2020. március 20.   | 25%   | 25%   | 18%   | 11%   | 11%   | 4%   | 6%    |
| Infratest dimap    | 2018. augusztus 28. | 28%   | 21%   | 19%   | 14%   | 6%    | 8%   | 4%    |
| CONOSCOPE          | 2018. május 22.     | 35%   | 15%   | 20%   | 16%   | 5%    | 6%   | 3%    |
| Infratest dimap    | 2017. június 22.    | 40%   | 13%   | 20%   | 13%   | 6%    | 5%   | 3%    |
| Infratest dimap    | 2016. november 22.  | 33%   | 22%   | 18%   | 15%   | 5%    | —    | 7%    |
| Landtagswahl 2016  | 2016. március 13.   | 29,8% | 24,3% | 16,3% | 10,6% | 5,2%  | 4,9% | 8,9%  |

### További felmérések

#### Közvetlen miniszterelnök-választási felmérés
| Közvélemény-kutató      | Dátum               | Reiner Haseloff (CDU) | Oliver Kirchner (AfD) | Egyik sem |
| ----------------------- | ------------------- | --------------------- | --------------------- | --------- |
| Forschungsgruppe Wahlen | 2021. június 3.     | 68%                   | 9%                    | 23%       |
| Forschungsgruppe Wahlen | 2021. május 28.     | 68%                   | 7%                    | 25%       |
| Infratest dimap         | 2018. augusztus 28. | 56%                   | 10%                   | 16%       |

#### Lehetséges koalíciók elfogadottsága
A táblázatban azon válaszadók aránya szerepel, akik az adott koalíciót jónak vagy rossznak tartották. A válaszadók 100%-hoz hiányzó része nem válaszolt erre a kérdésre.
| Közvélemény-kutató      | Dátum           | Értékelés | CDU SPD FDP | CDU SPD Grüne | CDU Zöldek FDP | CDU AfD |
| ----------------------- | --------------- | --------- | ----------- | ------------- | -------------- | ------- |
| Forschungsgruppe Wahlen | 2021. május 28. | jó        | 37 %        | 32 %          | 19 %           | 14 %    |
| Forschungsgruppe Wahlen | 2021. május 28. | rossz     | 33 %        | 48 %          | 60 %           | 76 %    |

## Eredmények

### Részvétel
A 2016-os választáson 1 147 498 választó, a választójogúak 61,1%-a vett részt. Ehhez képest 2021-re a részvétel csökkent: 1 079 287-en, a választásra jogosultak 60,3%-a szavazott.

### Végeredmény
|                        | Christlich Demokratische Union Deutschlands       | CDU                    | 362 333   | 34,1      | +4,6      | 394 808   | 37,1      | +7,3      | 40        | —         | 40        | +10       |           |           |
|                        | Alternative für Deutschland                       | AfD                    | 231 875   | 21,8      | −1,3      | 221 498   | 20,8      | −3,4      | 1         | 22        | 23        | −2        |           |           |
|                        | Die Linke                                         | Linke                  | 135 419   | 12,8      | −5,9      | 116 902   | 11,0      | −5,3      | —         | 12        | 12        | −4        |           |           |
|                        | Sozialdemokratische Partei Deutschlands           | SPD                    | 116 453   | 11,0      | −3,3      | 89 475    | 8,4       | −2,2      | —         | 9         | 9         | −2        |           |           |
|                        | Freie Demokratische Partei                        | FDP                    | 70 725    | 6,7       | +1,2      | 68 305    | 6,4       | +1,5      | —         | 7         | 7         | +7        |           |           |
|                        | Bündnis 90/Die Grünen                             | Grüne                  | 60 521    | 5,7       | +0,4      | 63 148    | 5,9       | +0,7      | —         | 6         | 6         | +1        |           |           |
|                        | Freie Wähler                                      | FW                     | 57 536    | 5,4       | +3,3      | 33 288    | 3,1       | +0,9      | —         | —         | —         | —         |           |           |
|                        | Basisdemokratische Partei Deutschland             | dieBasis               | 7564      | 0,7       | új        | 15 621    | 1,5       | új        | —         | —         | —         | —         |           |           |
|                        | Partei Mensch Umwelt Tierschutz                   | Tierschutzpartei       | 1056      | 0,1       | +0,1      | 15 274    | 1,4       | −0,1      | —         | —         | —         | —         |           |           |
|                        | Gartenpartei                                      | Garten                 | 3216      | 0,3       | +0,1      | 8577      | 0,8       | +0,4      | —         | —         | —         | —         |           |           |
|                        | Die PARTEI                                        | PARTEI                 | 3909      | 0,4       | +0,3      | 7770      | 0,7       | +0,2      | —         | —         | —         | —         |           |           |
|                        | Aktion Partei für Tierschutz                      | Tierschutz hier!       | —         | —         | —         | 6239      | 0,6       | új        | —         | —         | —         | —         |           |           |
|                        | Allianz für Menschenrechte, Tier- und Naturschutz | Tierschutzallianz      | 4517      | 0,4       | +0,2      | 5108      | 0,5       | −0,5      | —         | —         | —         | —         |           |           |
|                        | Partei für Gesundheitsforschung                   | Gesundheitsforschung   | —         | —         | —         | 3947      | 0,4       | új        | —         | —         | —         | —         |           |           |
|                        | Piratenpartei Deutschland                         | Piraten                | —         | —         | —         | 3814      | 0,4       | új        | —         | —         | —         | —         |           |           |
|                        | Nationaldemokratische Partei Deutschlands         | NPD                    | 160       | 0,0       | ±0        | 2897      | 0,3       | −1,6      | —         | —         | —         | —         |           |           |
|                        | WiR2020                                           | W2020                  | —         | —         | —         | 1649      | 0,2       | új        | —         | —         | —         | —         |           |           |
|                        | Freie Bürger Mitteldeutschland                    | FBM                    | 2932      | 0,3       | −0,1      | 1603      | 0,2       | −0,2      | —         | —         | —         | —         |           |           |
|                        | Partei der Humanisten                             | Die Humanisten         | —         | —         | —         | 1409      | 0,1       | új        | —         | —         | —         | —         |           |           |
|                        | Ökologisch-Demokratische Partei                   | ÖDP                    | 145       | 0,0       | új        | 1062      | 0,1       | új        | —         | —         | —         | —         |           |           |
|                        | Klimaliste Sachsen-Anhalt                         | Klimaliste ST          | —         | —         | —         | 827       | 0,1       | új        | —         | —         | —         | —         |           |           |
|                        | Liberal-Konservative Reformer                     | LKR                    | —         | —         | —         | 473       | 0,0       | −0,9      | —         | —         | —         | —         |           |           |
|                        | Einzelbewerber                                    | Einzelbewerber         | 3153      | 0,3       | −0,1      | —         | —         | —         | —         | —         | —         | —         |           |           |
| Összesen               | Összesen                                          | Összesen               | 1 061 514 | 100,0     | ±0        | 1 063 694 | 100,0     | ±0        | 41        | 56        | 97        | +10       |           |           |
| Érvényes szavazatok    | Érvényes szavazatok                               | Érvényes szavazatok    | 1 061 514 | 98,4      | +1,5      | 1 063 694 | 98,6      | +0,7      | —         | —         | —         | —         |           |           |
| Érvénytelen szavazatok | Érvénytelen szavazatok                            | Érvénytelen szavazatok | 17 773    | 1,6       | −1,5      | 15 593    | 1,4       | −0,7      | —         | —         | —         | —         |           |           |
| Részvétel              | Részvétel                                         | Részvétel              | 1 079 287 | 60,3      | −0,8      | 1 079 287 | 60,3      | −0,8      | —         | —         | —         | —         |           |           |
| Választójogúak         | Választójogúak                                    | Választójogúak         | 1 788 955 | 1 788 955 | 1 788 955 | 1 788 955 | 1 788 955 | 1 788 955 | 1 788 955 | 1 788 955 | 1 788 955 | 1 788 955 | 1 788 955 | 1 788 955 |

### Eredmények járások illetve járási jogú városok szerint

Az egyes választókerületekben győztes egyéni jelöltek

#### Egyéni szavazatok
A 41 egyéni mandátum közül 40-et a CDU jelöltjei nyertek. Az AfD 2016-ban még 15 egyéni mandátumot szerzett, ezek közül azonban csak egyet, a zeitzi választókerületit tudta 2021-ben is megtartani. Míg 2016-ban a Linke még szerzett egyéni mandátumot Köthenben, ez 2021-ben már nem sikerült.
Reiner Haseloff miniszterelnök volt az egyetlen olyan egyéni jelölt, aki abszolút többséggel szerzett egyéni mandátumot: a miniszterelnök Wittenbergben indult, és a szavazatok 53,9%-át szerezte meg.
| Választókerület        | Választójogúak | Részvételi arány | CDU   | AfD   | Linke | SPD   | FDP  | Grüne  | FW     | Egyéb |
| ---------------------- | -------------- | ---------------- | ----- | ----- | ----- | ----- | ---- | ------ | ------ | ----- |
| Dessau-Roßlau          | 65,076         | 58,3%            | 36,4% | 19,5% | 13,6% | 11,3% | 9,1% | 7,7%   | 2,4%   | —     |
| Halle (Saale)          | 181,768        | 62,0%            | 29,2% | 15,8% | 15,3% | 12,3% | 8,2% | 12,7%0 | 4,0%   | 2,8%  |
| Magdeburg              | 183,678        | 64,3%            | 30,8% | 15,9% | 13,4% | 11,5% | 6,9% | 11,5%0 | 2,4%   | 7,6%  |
| Altmarkkreis Salzwedel | 68,171         | 61,5%            | 36,6% | 18,6% | 13,4% | 12,0% | 5,0% | 4,3%   | 7,6%   | 2,5%  |
| Anhalt-Bitterfeld      | 123,031        | 58,8%            | 36,3% | 25,3% | 14,2% | 07,2% | 5,7% | 3,6%   | 7,6%   | 0,1%  |
| Börde                  | 129,480        | 61,3%            | 37,0% | 22,7% | 10,8% | 10,9% | 6,9% | 3,8%   | 5,4%   | 2,4%  |
| Burgenlandkreis        | 145,095        | 56,3%            | 32,7% | 25,5% | 10,4% | 12,6% | 6,4% | 2,9%   | 5,0%   | 4,5%  |
| Harz                   | 179,055        | 58,7%            | 32,0% | 20,2% | 13,8% | 15,2% | 7,0% | 4,7%   | 5,9%   | 1,1%  |
| Jerichower Land        | 74,771         | 62,1%            | 36,4% | 21,9% | 11,1% | 12,8% | 6,4% | 4,5%   | 2,6%   | 4,2%  |
| Mansfeld-Südharz       | 113,183        | 58,7%            | 33,3% | 27,9% | 14,8% | 08,7% | 7,6% | 2,8%   | 0,7%   | 4,2%  |
| Saalekreis             | 152,344        | 63,1%            | 36,6% | 26,2% | 11,8% | 09,3% | 6,9% | 4,4%   | 3,8%   | 1,1%  |
| Salzlandkreis          | 157,091        | 55,0%            | 34,1% | 24,5% | 13,1% | 10,1% | 8,9% | 3,3%   | 5,5%   | 0,5%  |
| Stendal                | 91,642         | 60,1%            | 28,7% | 23,1% | 10,9% | 08,9% | 5,6% | 3,7%   | 17,7%0 | 1,4%  |
| Wittenberg             | 104,469        | 62,4%            | 44,9% | 20,9% | 09,1% | 07,1% | 5,3% | 4,1%   | 4,7%   | 3,9%  |

#### Listás szavazatok
| Választókerület        | Választójogúak | Részvételi arány | CDU   | AfD   | Linke | SPD    | FDP  | Grüne  | FW     | Egyéb  |
| ---------------------- | -------------- | ---------------- | ----- | ----- | ----- | ------ | ---- | ------ | ------ | ------ |
| Dessau-Roßlau          | 65,076         | 58,3%            | 40,1% | 18,4% | 10,8% | 8,0%   | 7,0% | 7,6%   | 1,9%   | 6,5%   |
| Halle (Saale)          | 181,768        | 62,0%            | 32,1% | 15,0% | 13,1% | 8,8%   | 7,2% | 13,9%0 | 2,1%   | 7,5%   |
| Magdeburg              | 183,678        | 64,3%            | 32,9% | 15,1% | 12,6% | 9,6%   | 6,8% | 10,8%0 | 1,9%   | 10,3%0 |
| Altmarkkreis Salzwedel | 68,171         | 61,5%            | 37,6% | 18,5% | 12,0% | 9,5%   | 5,9% | 5,0%   | 4,4%   | 7,3%   |
| Anhalt-Bitterfeld      | 132,031        | 58,8%            | 38,8% | 24,1% | 11,3% | 6,8%   | 5,7% | 3,7%   | 3,3%   | 6,3%   |
| Börde                  | 140,581        | 63,0%            | 37,4% | 22,3% | 10,2% | 8,8%   | 6,7% | 4,1%   | 3,3%   | 7,3%   |
| Burgenlandkreis        | 145,095        | 56,3%            | 38,6% | 24,9% | 09,8% | 7,7%   | 6,2% | 3,6%   | 2,4%   | 5,7%   |
| Harz                   | 179,055        | 58,7%            | 38,3% | 19,3% | 10,9% | 10,3%0 | 6,3% | 5,2%   | 3,1%   | 6,6%   |
| Jerichower Land        | 74,771         | 62,1%            | 39,6% | 21,0% | 10,4% | 9,3%   | 5,8% | 4,3%   | 2,7%   | 6,6%   |
| Mansfeld-Südharz       | 113,183        | 58,7%            | 37,5% | 25,8% | 11,1% | 7,9%   | 6,0% | 2,7%   | 1,5%   | 7,3%   |
| Saalekreis             | 152,344        | 63,1%            | 38,1% | 23,8% | 09,6% | 7,3%   | 7,2% | 4,1%   | 2,5%   | 6,9%   |
| Salzlandkreis          | 157,091        | 55,0%            | 38,1% | 23,7% | 11,1% | 7,9%   | 6,9% | 3,4%   | 2,7%   | 6,2%   |
| Stendal                | 91,642         | 60,1%            | 34,2% | 22,4% | 10,1% | 7,8%   | 5,2% | 4,4%   | 10,4%0 | 5,5%   |
| Wittenberg             | 104,469        | 62,4%            | 42,8% | 20,9% | 09,1% | 7,1%   | 5,3% | 4,1%   | 4,7%   | 6,0%   |

## Következmények
| Lehetséges koalíció                      | Képviselők száma |
| ---------------------------------------- | ---------------- |
| Képviselők összesen                      | 97               |
| Abszolút többség (legalább 49 képviselő) |                  |
| CDU, SPD, FDP                            | 56               |
| CDU, SPD, Grüne                          | 55               |
| CDU, FDP, Grüne                          | 53               |
| CDU, SPD                                 | 49               |

A választás másnapján a CDU bejelentette, hogy tárgyalásokat kívánnak kezdeni az SPD-vel, az FDP-vel és a Zöldekkel egy lehetséges koalícióról. Még a választás estéjén több CDU-politikus jelezte, hogy olyan koalíciót szeretnének, aminek az FDP is része. A Zöldek bejelentették, hogy nem kívánják meghosszabbítani a 2016 óta fennálló Kenya-koalíciót, mert egy CDU–SPD-koalíciónak nélkülük is többsége lenne a parlamentben.
Az FDP először hasonló okokból elutasította a CDU-val és SPD-vel közös koalíció lehetőségét,
röviddel ezután viszont mégis nyitottnak mutatkozott a koalíciós tárgyalásokon való részvételre.

## Fordítás
- Ez a szócikk részben vagy egészben  a   Landtagswahl in Sachsen-Anhalt 2021 című német Wikipédia-szócikk fordításán alapul.  Az eredeti cikk szerkesztőit annak laptörténete sorolja fel. Ez a jelzés csupán a megfogalmazás eredetét és a szerzői jogokat jelzi, nem szolgál a cikkben szereplő információk forrásmegjelöléseként.